# جامعة فينيتسا الطبية الوطنية
جامعة فينيتسا الطبية الوطنية بأسم بيروهوف (بالأوكرانية: Вінницький національний медичний університет ім. М.І. Пирогова) , الجامعة تم انشائها عام 1921 تعتبر إحدى الجامعات الرئيسية والرائدة في مجال الطب بأوكرانيا فينيتسا

## الكليات
- كلية الطب
- كلية طب الأسنان
- الكلية التحضيرية
- كلية الأدوية